# 堀江薫雄
堀江 薫雄（ほりえ しげお、1903年1月28日 - 2000年8月27日）は、日本の実業家、経済学博士。東京銀行頭取を務めた。

## 来歴
1903年1月28日、徳島県麻植郡鴨島町に生まれる。旧制徳島中学校、 第五高等学校を経て1928年、東京帝国大学法学部政治学科卒業。卒業後、横浜正金銀行に入行、海外各支店に勤務した。終戦後、GHQの命令により、横浜正金銀行改組室長に任命されて整理にあたり、東京銀行を創立した。1946年、取締役となり、常務取締役、副頭取、頭取、会長を歴任し、1967年に退任した。1952年にサンフランシスコで行われた対日講和条約の調印では吉田茂首相の経済演説の原稿を書くとともに、その講義を一週間続けて行った。国際金融問題の権威で、経済審議会、関税率審議会などで活発な発言のかたわら、世界主要諸国との貿易促進にも努め、海外金融界に名を成した。東京銀行在住中、東大・京大の各経済学部で講師を委嘱され、国際金融論を講義した。また、日本・パキスタン協会会長を務めた。2000年8月27日逝去。

## 著書・訳書
- 『国際為替金融講話』、黄土社、1948年
- 『国際金融講義<上>』、東京大学出版会、1953年
- 『国際金融講義<下>』、東京大学出版会、1954年
- 『岩波小事典経済用語』岩波書店、1956年
- 『世界経済の旅』、東京大学出版会、1961年
- 『国際通貨基金の研究』岩波書店、1962年
- 『国際金融』東京大学出版会、1963年
- 『国際金融入門』岩波書店［岩波新書］、1964年
- 『国際経済論』日本経済新聞社、1965年
- （監訳）ロイ・ハロッド『国際通貨改革論』日本経済新聞社、1966年
- （中山伊知郎・東畑精一と共編）『現代の世界』第1〜第8、ダイヤモンド社、1970年〜1973年
- 『ワンワールドへの道』、兜町ブック、公社債新聞社、1982年